# Schleswig-Holstein-Sonderburg

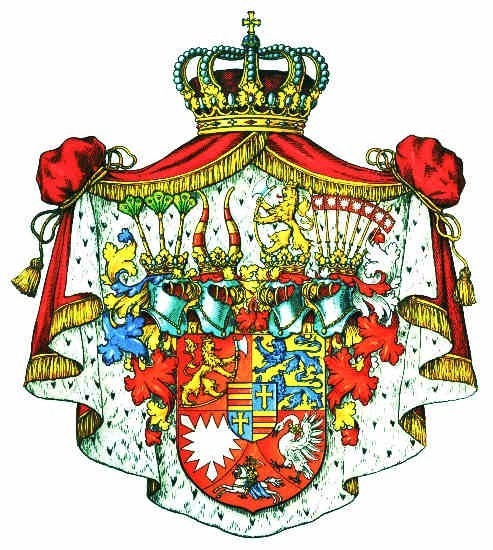
Herzogliches Wappen Schleswig-Holstein-Sonderburg

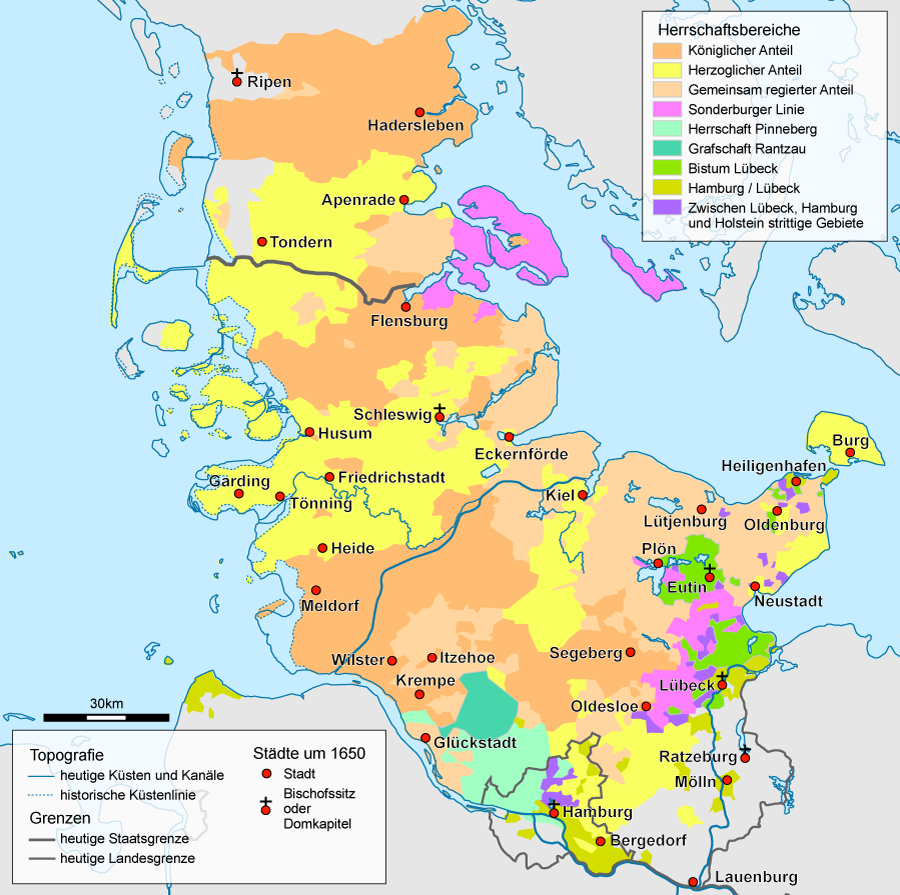
Schleswig und Holstein um 1650: Die Anteile der Sonderburger Linien verteilten sich auf die Gebiete rund um die dänische Insel Alsen sowie die Gebiete südlich von Plön

Schleswig-Holstein-Sonderburg war der Name einer Nebenlinie aus dem Haus Oldenburg und zugleich die Bezeichnung für deren Herrschaftsgebiet. Schleswig-Holstein-Sonderburg war kein Territorialherzogtum, sondern ein personengebundenes Teilherzogtum innerhalb der Herzogtümer Schleswig (ein dänisches Lehen) und Holstein (ein römisch-deutsches Lehen). Es verteilte sich auf mehrere einzelne Herrschaftsgebiete, die vor allem im Südosten und Norden Schleswig-Holsteins und zum Teil auf dem Gebiet des heutigen Dänemarks lagen. Nach diversen Erbteilungen zerfiel es in zahlreiche Kleinstterritorien, die im 18. Jahrhundert im Dänischen Gesamtstaat aufgingen.

## Hintergrund
Die herzogliche Familie war verwandt mit dem Haus Schleswig-Holstein-Gottorf, beide gehörten dem Haus Oldenburg an. 
Begründet wurde der Familienzweig im 16. Jahrhundert durch Herzog Johann, einen Bruder des dänischen Königs Friedrich II. Johann, genannt der Jüngere, erhielt von seinem Bruder unter anderem die Gebiete Sonderburg, Norburg, Ærø, Plön und Ahrensbök samt ihren Ämtern zugewiesen. Das neue Herzogtum verwaltete Johann als sogenannter abgeteilter Herr, also ohne Zustimmung der Stände.

## Zerfall in diverse Nebenlinien

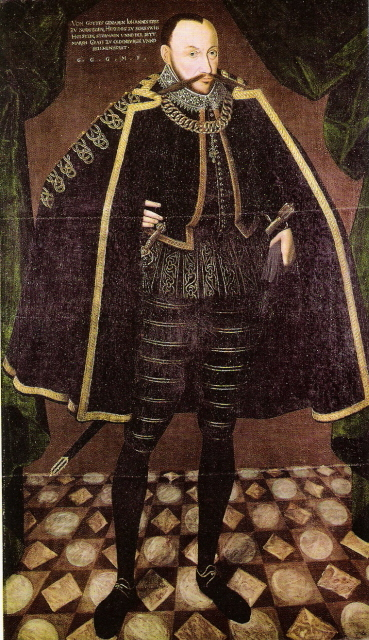
Das Herzogtum Schleswig-Holstein-Sonderburg wurde durch Johann III. begründet und zerfiel nach seinem Tod in zahlreiche Duodezherzogtümer

Nach dem Tod Herzog Johanns 1622 wurde das Herzogtum unter den erbberechtigten Söhnen aufgeteilt, so dass aus dem Haus Schleswig-Holstein-Sonderburg mehrere Nebenlinien hervorgingen. Die Namen der einzelnen Linien wurden um den jeweiligen Residenzort ergänzt.
Einige der neu entstandenen Teilherzogtümer verfügten nur über wenige Quadratkilometer Grundbesitz und ihre Herren waren nur Titularherzöge. Die Söhne Herzog Alexanders – ein Sohn Herzog Johanns – erhielten oder erwarben zum Teil Territorien außerhalb Schleswig-Holsteins zu ihrer Versorgung. Die neuen Linien hatten zum Teil nur kurzen Bestand und fielen durch Erbfälle oder Konkurse an die anderen Linien oder auch an das dänische Königshaus. 
1. Das Haus Schleswig-Holstein-Sonderburg wurde weitergeführt durch Herzog Alexander, residierend im Sonderburger Schloss. Nach einem Konkurs 1667 ging der Sonderburger Anteil des Herzogtums an den dänischen König. Aus der Linie gingen unter anderem hervor
  1. Die Linie Schleswig-Holstein-Sonderburg-Franzhagen mit Sitz auf Schloss Franzhagen bei Schulendorf, begründet durch Herzog Johann Christian, erloschen 1709.
  2. Die sogenannte katholische Linie Schleswig-Holstein-Sonderburg, begründet durch Herzog Alexander Heinrich, erloschen 1708.
  3. Die Linie Schleswig-Holstein-Sonderburg-Wiesenburg mit Sitz auf Schloss Wiesenburg in Sachsen, begründet durch Herzog Philipp Ludwig, erloschen 1744.
  4. Die Linie Schleswig-Holstein-Sonderburg-Augustenburg, begründet durch Herzog Ernst Günther residierend im Schloss Augustenborg. Das bekannteste Mitglied war Auguste Viktoria, die letzte deutsche Kaiserin. Die Linie erlosch 1931.
  5. Die Linie Schleswig-Holstein-Sonderburg-Beck, begründet durch Herzog August Philipp. Hieraus ging später hervor
    1. Die jüngere Linie des Hauses Schleswig-Holstein-Sonderburg-Glücksburg, heute zumeist Haus Glücksburg genannt. Begründet 1825 durch einen Nachfahren Johanns, Herzog Friedrich Wilhelm. Familienmitglieder dieses Zweiges gehören bis heute zum europäischen Hochadel und stellen unter anderem die aktuellen Königshäuser von Dänemark und Norwegen sowie mit Charles III. den britischen König.
2. Die ältere Linie Schleswig-Holstein-Sonderburg-Glücksburg, begründet 1622 durch Herzog Philipp, residierend auf Schloss Glücksburg in Glücksburg. Die Linie erlosch 1779.
3. Die Linie Schleswig-Holstein-Sonderburg-Ærø, begründet durch Herzog Christian, residierend in Ærøskøbing. Herzog Christian starb 1633 ohne Nachfahren und sein Besitz wurde unter den übrigen Söhnen Johanns aufgeteilt.
4. Die Linie Schleswig-Holstein-Sonderburg-Plön, begründet 1623 durch Herzog Joachim Ernst, residierend auf dem Plöner Schloss in Plön. Die Linie erlosch 1761. Aus ihr ging hervor
  1. Die Linie Schleswig-Holstein-Sonderburg-Plön-Rethwisch, begründet durch Joachim Ernst II., residierend in Rethwisch. Diese Linie erlosch 1729.
  2. Die jüngere Linie Schleswig-Holstein-Sonderburg-Norburg, begründet durch August von Schleswig-Holstein-Norburg-Plön. Diese Linie wurde durch Herzog Joachim Friedrich 1706 wieder mit dem Plöner Herzogtum zusammengeführt.
5. Die ältere Linie Schleswig-Holstein-Sonderburg-Norburg, begründet durch Herzog Johann Adolf, residierend auf Schloss Nordborg auf Alsen. Nach einem Konkurs 1669 wurde der Besitz 1679 der Plöner Linie zugeschlagen.

## Dänische Thronfolge
Als mit König Friedrich VII. 1863 die in Dänemark regierende Hauptlinie des Hauses Oldenburg ausstarb, erhoben sowohl der Chef der (älteren) Augustenburger Linie, Herzog Friedrich Christian II. zu Schleswig-Holstein-Sonderburg-Augustenburg, als auch Prinz Christian, der vierte Sohn des Chefs der Glücksburger Linie, Herzog Friedrich Wilhelm, Ansprüche auf den dänischen Thron: Herzog Friedrich Christian II. aufgrund der Seniorität seiner Linie innerhalb des Gesamthauses, Prinz Christian aufgrund der weiblichen Thronansprüche seiner Frau Luise Karoline von Hessen-Kassel, die über ihre Mutter Louise Charlotte von Dänemark eine direkte Cousine des dänischen Königs war. Die Erbfolgefrage hatte auch politische Implikationen, denn eine weibliche Thronfolge in Dänemark hätte die Personalunion zwischen Dänemark und den Herzogtümern Schleswig und Holstein beendet. Durch das Londoner Protokoll von 1850/52 wurden Prinz Christians Ansprüche bestätigt und dieser bestieg als Christian IX. 1863 den dänischen Thron. Dies löste 1864 den Deutsch-Dänischen Krieg aus, der mit der Abtretung der Herzogtümer Schleswig, Holstein und Lauenburg an die beiden deutschen Großmächte Preußen und Österreich endete. Damit war die dänische Herrschaft über die Herzogtümer nach Jahrhunderten beendet.

## Mitglieder des Hauses
- Albrecht von Schleswig-Holstein-Sonderburg (1585–1613), Titularherzog aus dem Hause Schleswig-Holstein-Sonderburg-Glücksburg
- Eleonora Sophia von Schleswig-Holstein-Sonderburg (1603–1675), Fürstin von Anhalt-Bernburg